# Dworzec autobusowy w Prudniku
Dworzec autobusowy w Prudniku – dworzec autobusowy obsługujący ruch lokalny i dalekobieżny w Prudniku, znajdujący się przy ul. Kościuszki 9.

## Lokalizacja
Dworzec autobusowy znajduje się niedaleko centrum miasta, tuż przy Parku Miejskim i łaźni, naprzeciwko Placu Wolności.

## Historia

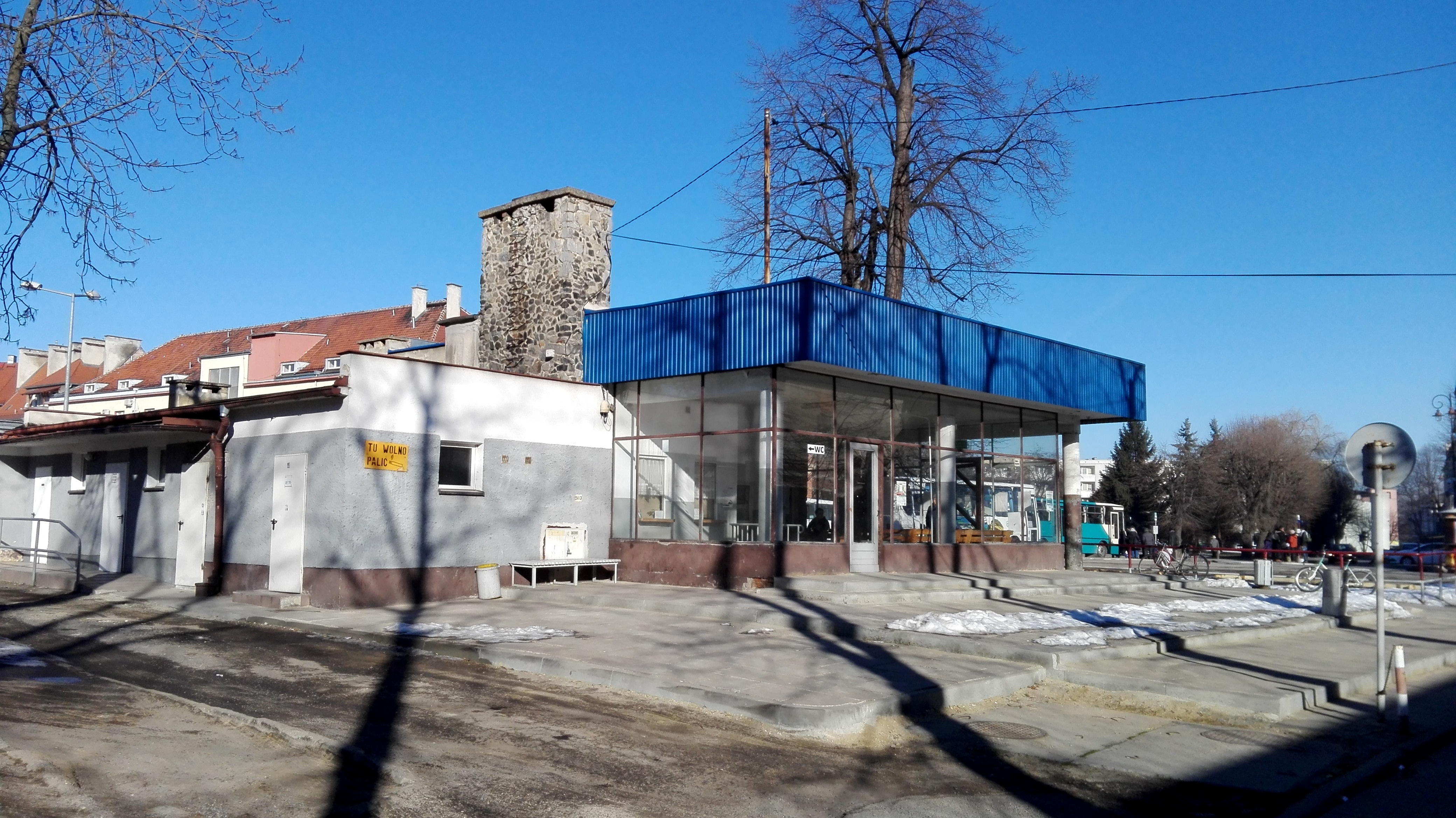
Stary dworzec w Prudniku (2017)

Do 2004 właścicielem dworca był PKS Prudnik. Następnie został przejęty przez spółkę Veolia Transport Opolszczyzna, która w 2013 weszła w skład Arriva Bus Transport Polska. 28 listopada 2018 zarząd spółki poinformował o zawieszeniu przewozów z dniem 30 czerwca 2019 w oddziałach w Prudniku, Węgorzewie, Kętrzynie, Bielsku Podlaskim, Sędziszowie Małopolskim, i Kędzierzynie-Koźlu. Prudnicki dworzec został wówczas wykupiony przez gminę Prudnik za 650 tysięcy złotych. Z początku władze gminy planowały budowę nowego dworca, miał to być duży dwukondygnacyjny budynek, jednak od pomysłu odstąpiono i podjęto pracę nad powstaniem centrum przesiadkowe dla wszystkich przewoźników transportu publicznego.

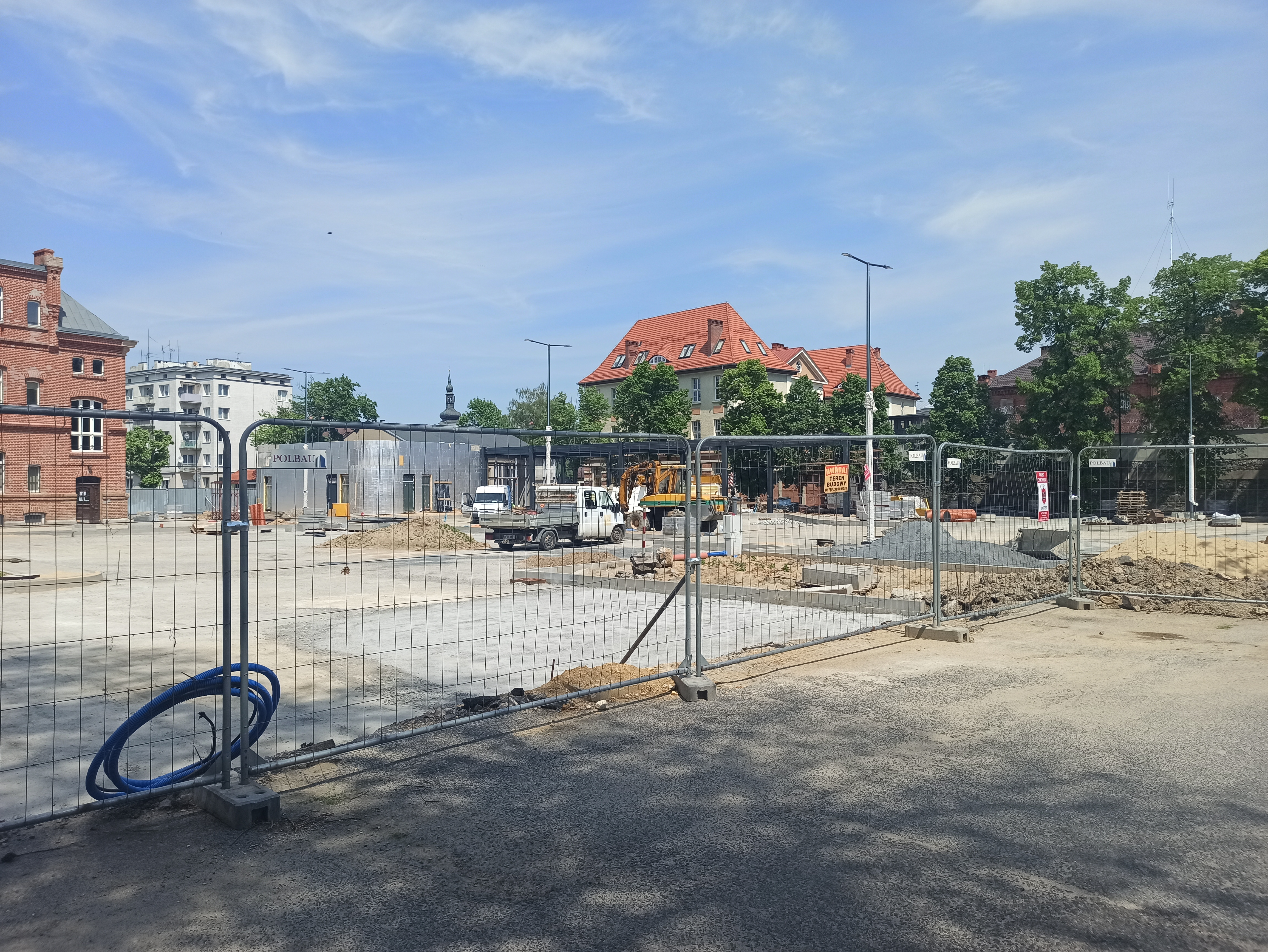
Budowa nowego dworca (2022)

Budowa centrum przesiadkowego wraz z przebudową peronów oraz pobliskiego parkingu rozpoczęła się w 2021. Koszt zadania wyniósł 8,9 mln zł. W celu zachowania spójnego wyglądu modernizowanego obszaru, redakcja „Tygodnika Prudnickiego” zleciła wykonawcy inwestycji przebudowę działki przy jej siedzibie, która sąsiaduje z dworcem. Wewnątrz nowego dworca zaplanowano umiejscowienie poczekalni oraz pomieszczeń biurowych przeznaczonych na siedzibę Powiatowo-Gminnego Związku Transportu „Pogranicze”. Obiekt został oddany do użytku 1 marca 2023.

## Połączenia

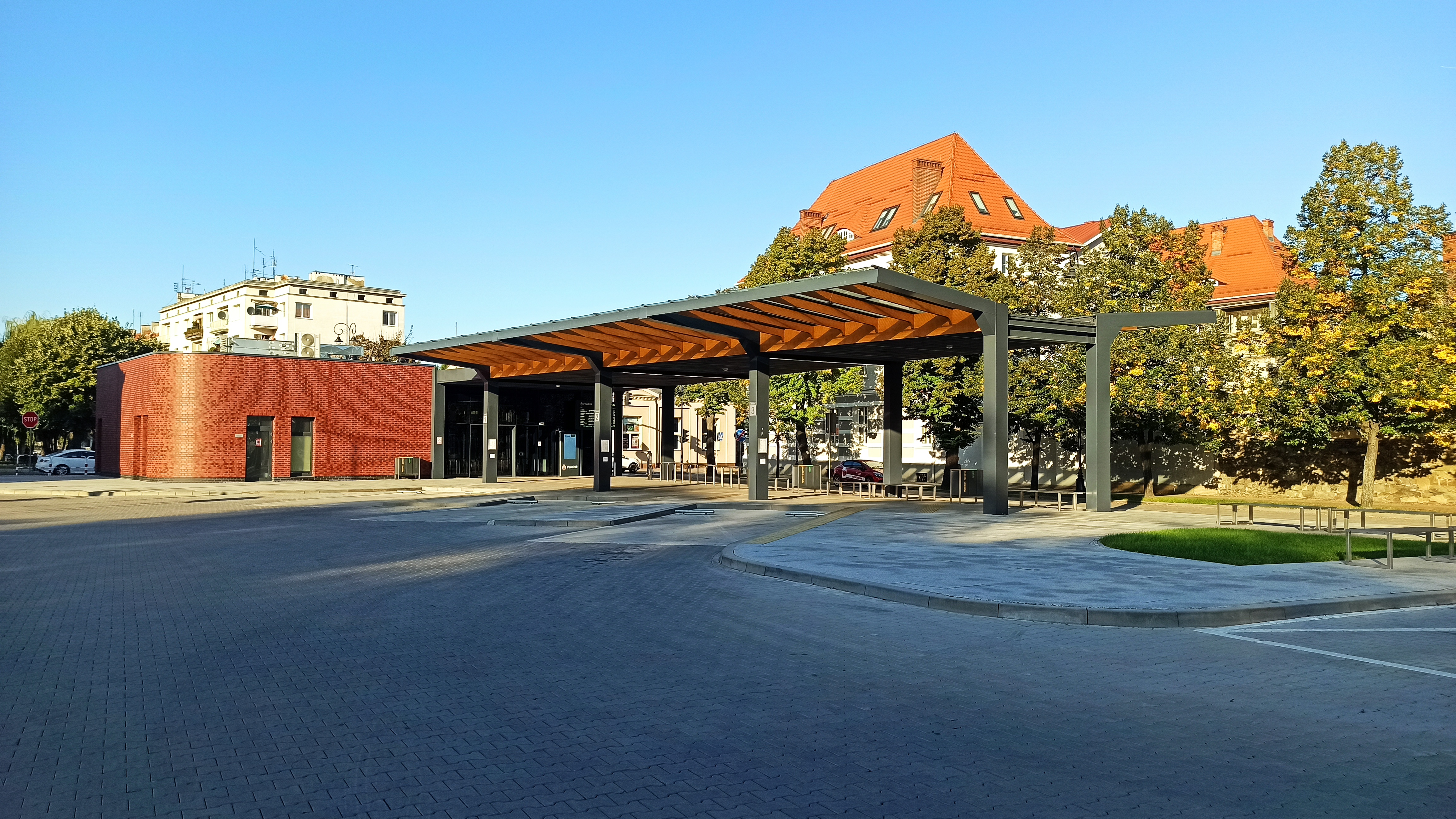
Centrum przesiadkowe

Z dworca istnieją bezpośrednie połączenia do wielu miast Polski, m.in.: Opole, Oława, Wrocław, Kłodzko, Kudowa-Zdrój, Katowice, Kielce, Gliwice, Zawiercie, Nowy Sącz. Funkcjonuje też połączenie z Ostrawą w Czechach.